# 7193 Yamaoka
7193 Yamaoka eller 1993 SE2 är en asteroid i huvudbältet som upptäcktes den 19 september 1993 av de båda japanska astronomerna Kazuro Watanabe och Kin Endate vid Kitami-observatoriet. Den är uppkallad efter Hitoshi Yamaoka.
Asteroiden har en diameter på ungefär 8 kilometer.